# Beverbach (Stever)
Der Beverbach ist ein 11,6 km langer, orografisch linker Nebenfluss der Stever in Nordrhein-Westfalen, Deutschland. Sein Einzugsgebiet beträgt fast 26 km².

## Geographie

### Verlauf
Der Beverbach entspringt nördlich der Westernbauernschaft von Ascheberg. Die ersten zwei Kilometer fließt er stark kanalisiert und durch Entwässerungsgräben mit weiterem Zufluss versehen in westlicher Richtung durch das Mersch genannte Gebiet. Anschließend umkreist er im großen Bogen Gripshöver um sich auf der gegenüberliegenden Seite mit einem südlich die Bauerschaft umrundenden, namenlosen Zufluss zu vereinen.
Am Beckshove hinter der Kreisstraße 2 kommt der Bach auf Sendener Gebiet. Immer weiter in westlicher bis südwestlicher Richtung, vorbei an vielfach landwirtschaftlich genutzten Flächen mit den entsprechenden Bauernhöfen wie Schulze-Meinhövel oder Storkebaum, Brinkmann oder Jung fließen links und rechts weitere, namenlose und teilweise schon lange parallel verlaufende Bäche zu. Der ehemals auch hier stark kanalisierte Verlauf wurde inzwischen zurückgebaut in ein naturnah gestaltetes Bachbett.
Auf Lüdinghauser Stadtgebiet liegt das Stattmann-Mölleken, das ursprünglich von einem weiteren namenlosen Nebenbach den Antrieb erhielt. Noch weiter westlich fließt der aus Norden kommende Westruper Bach rechtsseitig zu. Hinter der Landesstraße 835 wendet sich der Beverbach stärker nach Süden und mündet nahe der städtischen Kläranlage in die Stever.
Von der Stever bis zur alleenartigen Straße Westrup wird der Bachverlauf von der 110-kV-Leitung Datteln–Münster begleitet.

### Zuflüsse
- Westruper Bach (rechts), 8,5 km, 	9,91 km², 0,11 m³/s